# Es Turassot
 (signalé en juillet 2025).
Si vous disposez d'ouvrages ou d'articles de référence ou si vous connaissez des sites web de qualité traitant du thème abordé ici, merci de compléter l'article en donnant les références utiles à sa vérifiabilité et en les liant à la section « Notes et références ».
- Archive Wikiwix
- Bing
- Cairn
- DuckDuckGo
- E. Universalis
- Gallica
- Google
- G. Books
- G. News
- G. Scholar
- Persée
- Qwant
- (zh) Baidu
- (ru) Yandex
- (wd) trouver des œuvres sur Wikidata

Es Turassot, anciennement connu sous le nom de talaies de Can Quiam, est un site archéologique situé dans la municipalité de Costitx, sur l'île de Majorque, dans l'archipel des Baléares, en Espagne. Le site correspond à un village de la période Naviforme, durant l'Âge du bronze.

## Historique
Es Turassot fait l'objet depuis 2015 de fouilles annuelles sous la direction de Francisca Cardona López, Beatriz Palomar Puebla et Sebastià Munar Llabrés.

## Description
Le site comprend cinq habitations naviformes. Une sixième structure n'est pas clairement définie. La végétation a endommagé les vestiges de plusieurs bâtiments. Les trois naviformes les mieux conservés sont alignés au centre du site. Ils mesurent jusqu'à 3 m de hauteur et leurs entrées sont orientées vers le sud. Le naviforme le plus oriental a été complètement fouillé. Il s'étend sur plus de 17 m de long et mesure intérieurement 3,65 m au plus large. Un mur divise l'intérieur en deux pièces, avec un passage côté ouest. Le matériel archéologique découvert jusqu'à présent est constitué de petites céramiques.